# ウノ!
『ウノ!』 (¡Uno!)は、グリーン・デイのスタジオ・アルバム。アメリカでは、9月25日に発売された。

## 解説
3部作の第1作目。ジャケットにはビリー・ジョー・アームストロングが写っている。オリコン・アルバムチャートでは3位（洋楽1位）を記録した。全英アルバムチャート、全米アルバムチャートではともに2位を記録している。
第2作『ドス!』は11月14日、第3作『トレ!』は2013年1月16日発売予定だったが、12月12日に前倒し発売となった。
『ウノ!』からは、「オー・ラヴ」、「キル・ザ・ディージェイ」、「レット・ユアセルフ・ゴー」の3曲がシングルカットされた。
2012年2月14日に、フロントマンのビリーが、ツイッターに「ハッピー・ヴァレンタイン！今日、俺たちは公式にレコーディングをスタートさせた。FUCK TIME!!!!」と投稿した。

## 収録曲
1. ニュークリア・ファミリー - "Nuclear Family" - 3:03
2. ステイ・ザ・ナイト - "Stay the Night" - 4:36
3. カーペ・ディエム - "Carpe Diem" - 3:25
4. レット・ユアセルフ・ゴー - "Let Yourself Go" - 2:57
5. キル・ザ・ディージェイ - "Kill the DJ" - 3:41
6. フェル・フォー・ユー - "Fell for You" - 3:08
7. ロス・オブ・コントロール - "Loss of Control" - 3:07
8. トラブルメイカー - "Troublemaker" - 2:45
9. エンジェル・ブルー - "Angel Blue" - 2:46
10. スウィート・シックスティーン - "Sweet 16" - 3:03
11. ラスティ・ジェイムス - "Rusty James" - 4:09
12. オー・ラヴ - "Oh Love" - 5:03
  - 日本盤では、ボーナストラックとして「レット・ユアセルフ・ゴー」のライブ音源が収録されている。